# Campeonato de Primera División 1900 (Argentina)
El campeonato de Primera División 1900, oficialmente Championship Cup 1900, fue organizado por la Argentine Association Football League. Se disputó desde el 20 de mayo al 8 de septiembre, en dos ruedas de todos contra todos.
Vio ganador al English High School Athletic Club, predecesor del Alumni Athletic Club, que se consagró una fecha antes y así obtuvo el primer título en su vuelta a la Primera División.
Por otra parte, el hecho destacado de la temporada fue que se disputó por primera vez un torneo internacional, la Cup Tie Competition, que consagró campeón al Belgrano Athletic Club. También fue la primera edición que no tuvo desafiliaciones.

## Incorporaciones y relegamientos
| Pos  | Equipos incorporados              |
| ---- | --------------------------------- |
| Prom | English High School Athletic Club |
| Prom | Quilmes                           |

| Pos  | Equipos relegados en la temporada 1899 |
| ---- | -------------------------------------- |
| Elim | Lobos Athletic                         |
| Des  | Lanús Athletic                         |

## Tabla de posiciones final
| Pos | Equipo              | Pts | PJ | G | E | P | GF | GC | DIF |
| --- | ------------------- | --- | -- | - | - | - | -- | -- | --- |
| 1.º | English High School | 11  | 6  | 5 | 1 | 0 | 18 | 3  | 15  |
| 2.º | Lomas Athletic      | 5   | 6  | 2 | 1 | 3 | 9  | 9  | 0   |
| 3.º | Belgrano Athletic   | 4   | 6  | 2 | 0 | 4 | 8  | 13 | -5  |
| 4.º | Quilmes             | 4   | 6  | 2 | 0 | 4 | 9  | 19 | -10 |

## Resultados
| Local               | Resultado | Visitante           | Fecha           |
| ------------------- | --------- | ------------------- | --------------- |
| English High School | 1 - 1     | Lomas               | 20 de mayo      |
| Lomas               | 2 - 0     | Belgrano            | 25 de mayo      |
| Belgrano            | 2 - 0     | Lomas               | 14 de junio     |
| Quilmes             | 0 - 4     | English High School | 14 de junio     |
| Quilmes             | 4 - 1     | Lomas               | 17 de junio     |
| Quilmes             | 2 - 4     | Belgrano            | 29 de junio     |
| Lomas               | 1 - 2     | English High School | 9 de julio      |
| Belgrano            | 1 - 3     | English High School | 22 de julio     |
| English High School | 5 - 0     | Quilmes             | 15 de agosto    |
| Belgrano            | 1 - 3     | Quilmes             | 30 de agosto    |
| English High School | 3 - 0     | Belgrano            | 8 de septiembre |
| Lomas               | 4 - 0     | Quilmes             | 9 de septiembre |

## Desafiliaciones y afiliaciones
No hubo desafiliaciones al final de esta temporada ni afiliaciones al comienzo de la siguiente, por lo que el torneo de 1901 lo jugaron los mismos equipos.